# Dollardiplomati
Dollardiplomati, engelska Dollar Diplomacy, var en politisk doktrin som USA använde under början av 1910-talet, för att påverka länder i Latinamerika och Östasien, genom att bevilja lån. Begreppet användes först av president Theodore Roosevelt.